# Jim Webb
James Henry "Jim" Webb, Jr. (sinh 9 tháng 2 năm 1946) là Thượng nghị sĩ mới hơn trong hai nghị sĩ đại diện tiểu bang Virginia, Hoa Kỳ. Ông đồng thời là một tác giả và cựu Bộ trưởng Hải quân dưới tổng thống Ronald Reagan. Ông là thành viên của Đảng Dân chủ.
Ông tốt nghiệp Học viện Hải quân Hoa Kỳ năm 1968, và ông là sĩ quan trong bộ binh của Thủy quân Lục chiến Hoa Kỳ cho đến năm 1972, và là một cựu chiến binh có nhiều huy chương trong chiến tranh Việt Nam. Trong 4 năm phục vụ trong chính phủ Reagan, ông là Phụ tá Bộ trưởng Bộ Quốc phòng, rồi sau đó là Bộ trưởng Hải quân, một thành phần của Bộ Quốc phòng.
Webb được Đảng Dân chủ đề cử trong cuộc bầu cử Thượng nghị sĩ tại Virginia năm 2006 sau khi ông thắng Harris Miller trong cuộc bầu cử sơ bộ, rồi thắng trong cuộc tổng tuyển cử bằng cách thắng Thượng nghị sĩ Cộng hòa đương nhiệm, George Allen và ứng cử viên Xanh Độc lập Glenda "Gail" Parker.
Webb thắng cuộc bầu cử với chênh lệch ít hơn 1%, cho nên trong gần hai ngày sau cuộc bầu cử, kết quả vẫn chưa được biết. Chiến thắng của Webb đã đưa Thượng viện vào vòng kiểm soát của Đảng Dân chủ.

## Tiểu sử

### Thân thế và học vấn
Webb sinh ra tại Saint Joseph, Missouri, con bà Vera Lorraine Hodges và ông James Henry Webb. Ông lớn lên trong một gia đình chiến binh, tổ tiên từ Ulster (Bắc Ireland) di cư đến Hoa Kỳ trong thế kỷ 18. Quyển sách của ông Born Fighting: How the Scots-Irish Shaped America xuất bản năm 2004 kể lại lịch sử gia đình ông, và cho rằng tổ tiên ông đã tham gia trong tất cả các cuộc chiến đáng kể tại Hoa Kỳ.
Cha ông, một sĩ quan trong Không quân Hoa Kỳ, đã lái máy bay B-17 và B-29 trong Chiến tranh thế giới thứ hai, đã thả hàng hóa xuống Berlin trong cuộc Cầu hàng không Berlin, và tham gia trong chương trình tên lửa. Ông được chôn tại Nghĩa trang Quốc gia Arlington.
Vì cha ông là chiến binh, Webb đã sống ở nhiều nơi khi ông lớn lên, học tại cả chục trường trên khắp nước Hoa Kỳ và Anh. Sau khi tốt nghiệp trung học tại Bellevue, Nebraska, ông học tại trường Đại học Nam California và nhận học bổng từ Hải quân Dự bị (Navy Reserve Officer Training Corps) từ 1963-1964. Năm 1964, ông được đưa vào Học viện Hải quân tại Annapolis, Maryland. Tại Annapolis, Webb là thành viên của Ủy ban Lữ đoàn Danh dự (Brigade Honor Committee). Ông tốt nghiệp năm 1968, cùng khóa với Dennis Blair và Oliver North.

### Việc riêng tư
Webb đã kết hôn ba lần, có bốn người con đã trưởng thành, và một con sơ sinh với vợ hiện nay là Hồng Lê, và cũng là cha dượng cho con gái của bà trong một cuộc hôn nhân trước của bà.
Cuộc hôn nhân đầu tiên của ông là với Barbara Samorajczyk, thành viên hội đồng Quận Anne Arundel, Maryland. Ông với bà có con gái Amy.
Cuộc hôn nhân thứ nhì của ông là với nhà hoạt động hành lang về y tế Jo Ann Krukar, người đã tham gia trong cuộc vận động tranh cử năm 2007 của ông. Ông có ba người con với bà: Sarah, Jimmy, và Julia. Jimmy là một sĩ quan trong Thủy quân Lục chiến và hiện đang chiến đấu tại Iraq. Để vinh danh Jimmy và những lính Mỹ đang chiến đấu, Webb mang đôi giày ống của con mình hằng ngày trong cuộc vận động năm 2006.
Cuộc hôn nhân thứ ba và hiện nay của ông là với Hồng Lê Webb, một luật sư người Mỹ gốc Việt. Hồng Lê sinh tại Vũng Tàu, miền nam Việt Nam và đã tị nạn tại Hoa Kỳ sau sự kiện 30 tháng 4 năm 1975. Bà lớn lên tại New Orleans, Louisiana. Theo website chính thức của ông, ông thông thạo tiếng Việt và đã hoạt động trong cộng đồng người Mỹ gốc Việt từ thập niên 1970. Hồng Lê và ông có một cháu gái Georgia LeAnh, sinh năm 2006. Hong Le có một người con gái khác trong một cuộc hôn nhân trước.

### Phục vụ quân đội
Sau khi tốt nghiệp Annapolis, Webb được phong làm thiếu úy trong Thủy quân Lục chiến Hoa Kỳ. Là trung úy trong chiến tranh Việt Nam, ông là một tiểu đội trưởng trong Đại đội Delta, Tiểu đoàn 1 Trung đoàn 5. Ông đoạt huân chương Bội tinh Hải quân (Navy Cross), huân chương cao quý thứ nhì trong Hải quân và Thủy quân Lục chiến vì những thành tích tại Việt Nam. Ông còn được Ngôi sao Bạc (Siver Star), hai Ngôi sao Đồng (Bronze Star), và hai Purple Heart.
Trong cuộc phỏng vấn trên chương trình truyền hình Meet the Press ngày 19 tháng 11 năm 2006, ông nói, "Tôi là một số ít người còn lại mà có thể biện hộ được lý do chúng ta đi vào Việt Nam, mặc dù chiến lược rất là tồi tệ."

### Sau quân đội

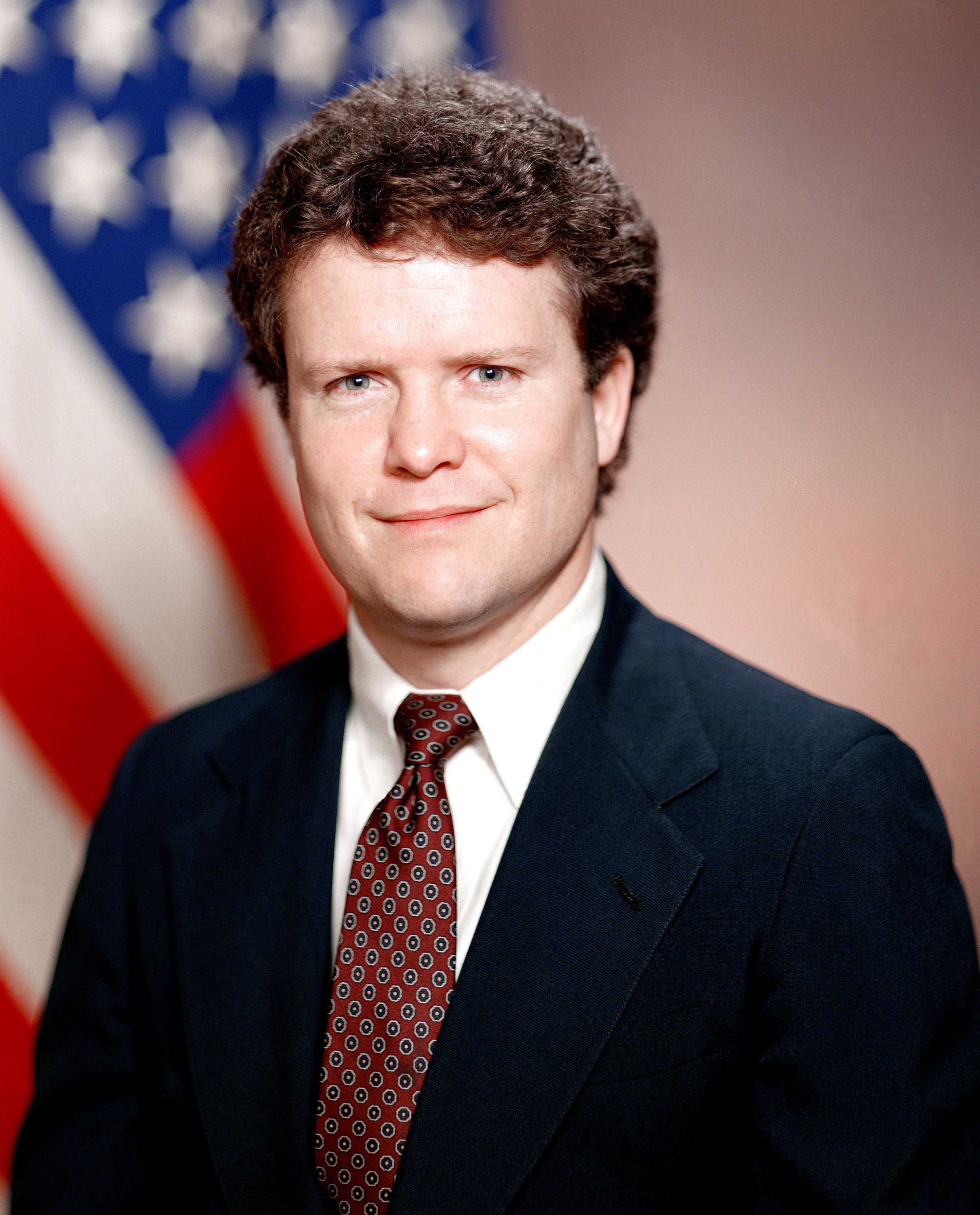
Hình chính thức khi ông làm Phụ tá Bộ trưởng Bộ Quốc phòng, 1984

Webb học luật tại Đại học Georgetown từ 1972 đến 1975, tốt nghiệp với bằng luật. Tại Georgetown, ông viết tác phẩm đầu tiên,  Micronesia and U.S. Pacific Strategy.
Từ 1977 đến 1981, Webb là nhân viên trong Ủy ban Vấn đề Cựu chiến binh của Hạ viện. Trong thời gian này, ông đã đại diện cho nhiều cựu chiến binh miễn phí.
Dưới chính phủ của tổng thống Ronald Reagan, Webb trở thành Phụ tá Bộ trưởng Bộ Quốc phòng về lực lượng quân Dự bị từ 1984 đến 1987. Trong thời gian này, ông đã nỗ lực tái tổ chức Thủy quân Lục chiến. Năm 1987, ông trở thành Bộ trưởng Hải quân, trở thành cựu sinh viên Học viện Hải quân đầu tiên đã tham chiến trước khi làm nhà lãnh đạo dân sự của Hải quân. Trong chức vụ này, ông đã thúc đẩy Alfred M. Gray, Jr. trở thành chỉ huy Thủy quân Lục chiến, với hy vọng rằng Gray sẽ tái tạo Thủy quân Lục chiến thành một đơn vị cao cấp như xưa. Webb từ chức năm 1988 sau khi không đồng ý việc giảm Hải quân. Webb muốn tăng số lượng Hải quân lên đến 600 tàu.
Sau khi từ chức, Webb làm việc trong lĩnh vực nghệ thuật, với tư cách tác giả và nhà làm phim. Ông thắng một Giải Emmy cho phim của ông về Thủy quân Lục chiến Hoa Kỳ tại Beirut.
Ngày 30 tháng 3 năm 2003, Webb viết một bài quan điểm trên tờ New York Times.
Tuy ông đã sai lầm khi ông tin rằng những nhà lãnh đạo Iraq đã học được bài học trong cuộc chiến Vùng Vịnh lần đầu, và sẽ không cho lính Mỹ tiến vào Baghdad, ông đã đoán chính xác rằng cuộc xâm lược Iraq của Hoa Kỳ sẽ trở thành một cuộc chiến tranh du kích.
Trong cuộc Bầu cử tổng thống Hoa Kỳ, 2004, Webb viết một bài quan điểm trên tờ USA Today; trong đó, với địa vị là một cựu chiến binh, đã so sánh John Kerry và George W. Bush. Ông chỉ trích Kerry về các quan điểm của ông ta trong chiến tranh Việt Nam, khi Kerry tham gia phản chiến, và buộc tội Bush đã lợi dụng địa vị của cha mình để trốn lính. Ông cũng cho rằng Bush đã "làm một điều sai lầm chiến lược tồi tệ nhất trong ký ức gần đây" trong việc đưa quân vào Iraq.
Webb đã ủng hộ ứng cử viên Dân chủ đương nhiệm Charles Robb trong ghế Thượng nghị sĩ thay vì bạn học Oliver North năm 1994. Sau đó ông ủng hộ George Allen thay vì Robb năm 2000, rồi tranh cử chống Allen năm 2006.